# Симфонічний оркестр Шведського радіо
Симфонічний оркестр Шведського радіо (швед. Sveriges Radios Symfoniorkester) — радіоансамбль, заснований в 1927 року під патронатом Шведського радіо і базується в Стокгольмі.
Вихід оркестру на рівень світової популярності пов'язується, перш за все, з керівництвом Серджіу Челібідаке у другій половині 1960-х років. Значний внесок в репутацію оркестру як найбільшого пропагандиста шведської музики вніс диригент Стіг Вестерберг, під керівництвом якого в 1958-1983 роках відбулося понад 100 прем'єр творів шведських композиторів.

## Керівники оркестру
| Період    | Головний диригент  |
| --------- | ------------------ |
| 1927—1939 | Нільс Гревілліус   |
| 1939—1959 | Тор Манн           |
| 1965—1971 | Серджіу Челібідаке |
| 1977—1982 | Герберт Бломстедт  |
| 1984—1995 | Еса-Пекка Салонен  |
| 1997—1999 | Євген Свєтланов    |
| 2000—2006 | Манфред Хонек      |
| з 2007 р. | Деніел Хардінг     |